# 룰란트 비스네커
룰란트 비스네커(독일어: Roeland Wiesnekker, 1967년 11월 25일~)는 스위스의 네덜란드계 배우이다.

## 작품 목록

### 영화
- 조이 옆에 앉아 (2013년)
- 3096일 (2013년) - 나타샤 아버지 역
- 아이 네버 톨드 유 (2011년)
- 킬 미 (2011년) - 티모 역
- 리틀 파라다이스 (2010년)
- 침묵(영어판) (2010년) - 칼 웨그함 역
- 관리인 (2009년)
- 온 더 라인 (2007년)
- 에덴(영어판) (2006년)
- 배드 뉴스 (2004년)